# 西入間広域消防組合
西入間広域消防組合（にしいるまこういきしょうぼうくみあい）は、埼玉県入間郡毛呂山町、比企郡鳩山町及び入間郡越生町によって組織された一部事務組合（消防組合）である。管轄区域は前述の3町。

## 概要
- 主力機械（2020年4月1日現在）
  - 普通消防ポンプ自動車：3
  - 水槽付消防ポンプ自動車：3
  - 屈折はしご付消防自動車：1
  - 化学消防自動車：1
  - 高規格救急自動車：4
  - 救助工作車：1
  - 水槽車：1
  - 資機材搬送車：1
  - 指令車：2
  - 指揮車：1
  - 連絡車：1
  - 警防車：1
  - 予防車：2

## 沿革
- 1976年11月1日　毛呂山町及び鳩山村が毛呂山・鳩山消防組合を設立。
- 1977年4月1日　消防本部を仮庁舎に移転。
- 1977年10月1日　消防署を仮庁舎に開設し、業務を開始。
- 1979年9月1日　消防本部・消防署庁舎が竣工。
- 1980年10月1日　越生町の組合加入に伴い、西入間広域消防組合に改称。
- 1982年4月1日　鳩山村が町制施行。
- 1983年4月1日　鳩山分署を開設。
- 1985年4月1日　越生分署を開設。
- 1997年3月4日　高規格救急車を配備。
- 2002年2月2日　消防組合Webサイト開設。
- 2015年4月1日　坂戸・鶴ヶ島消防組合消防本部内に坂戸鶴ヶ島消防組合・西入間広域消防組合消防指令センターを設置。それに伴い、当組合本部内で行っていた119番通報の受付及び各消防署等への通信指令業務を坂戸・鶴ヶ島消防組合消防本部に統合。

## 組織
- 組合議会
  - 議員定数：11人（毛呂山町：5人、鳩山町：3人、越生町：3人）
- 執行機関
  - 管理者：1人（構成団体の長の協議により構成団体の長から定める）
  - 副管理者：2人（構成団体の長の協議により構成団体の長から定める）
  - 収入役（管理者が組合議会の同意を得て構成団体の収入役から選任）
  - 監査委員：2人
- 本部－総務課、予防課
- 消防署

## 消防署
| 名称                     | 消防署建物 | 所在地                     | 分署 | 分署                      | 所在地                 |
| 名称                     | 消防署建物 | 所在地                     | 名称 | 分署建物                  | 所在地                 |
| ------------------------ | ---------- | -------------------------- | ---- | ------------------------- | ---------------------- |
| 西入間広域消防組合消防署 |            | 入間郡毛呂山町大字岩井2451 | 鳩山 |                           | 比企郡鳩山町大字熊井22 |
| 西入間広域消防組合消防署 | 越生       | 入間郡毛呂山町大字岩井2451 |      | 入間郡越生町大字成瀬414-1 |                        |

## 消防相互応援協定
隣接する消防機関及び自治体に、市町境界付近で発生した災害(救急含む)に対して迅速に活動できるよう「消防相互応援協定」を締結し日頃から近隣自治体で発生した災害へ出動している。
消防機関の消防相互応援協定
- 坂戸・鶴ヶ島消防組合
- 埼玉西部消防組合
- 比企広域消防本部

消防団の消防相互応援協定
- 日高市
- 飯能市